# س. جاي غاديس
س. جاي غاديس (بالإنجليزية: C. J. Gaddis)‏ هو لاعب كرة قدم أمريكية أمريكي، ولد في 12 أغسطس 1985 في هاتيسبورغ في الولايات المتحدة.